# Sonate pour violon et piano no 1 de Brahms
Pour les articles homonymes, voir Sonate pour violon et piano.
La Sonate pour violon et piano no 1 en sol majeur opus 78 de Johannes Brahms est une œuvre de musique de chambre composée en 1878 et 1879 à Pörtschach en Carinthie, créée à Vienne en Autriche, le 20 novembre 1879 par le violoniste Hellmesberger et le compositeur au piano. Parfois surnommée Regensonate (sonate de la pluie) en référence à un thème du Regenlied op. 59 nº 3 utilisé dans le dernier mouvement, cet ouvrage inspiré demeure un fleuron du répertoire romantique de musique de chambre.

## Structure
Elle comporte trois mouvements :
1. Vivace ma non troppo (à 
)
2. Adagio  (en mi bémol majeur, à 
)
3. Allegro molto moderato (en sol majeur, à )